# Szalvátor
A Szalvátor latin eredetű férfinév, a jelentése megváltó, üdvözítő.

## Gyakorisága
Az 1990-es években szórványos név, a 2000-es években nem szerepel a 100 leggyakoribb férfinév között.

## Névnapok
- március 18.[2]
- augusztus 5.[2]

## Híres Szalvátorok
- Hortai Szent Szalvátor spanyol ferences szerzetes (1520-1567)
- A Habsburg-család toszkán ágának több tagja viselte második névként:
- Habsburg–Toscanai Károly Szalvátor főherceg (1839-1892) és több gyermeke is:
  - Habsburg–Toscanai Lajos Szalvátor főherceg (1847-1915)
  - Habsburg–Toscanai Lipót Szalvátor főherceg (1863-1931)
  - Habsburg–Toscanai Ferenc Szalvátor főherceg (1866-1939)
- Habsburg–Toscanai János Szalvátor főherceg Johann Orth néven hajóskapitány (1852-1890)